# Castellazzo Bormida
Castellazzo Bormida – miejscowość i gmina we Włoszech, w regionie Piemont, w prowincji Alessandria.
Według danych na styczeń 2010 gminę zamieszkiwały 4694 osoby przy gęstości zaludnienia 103,9 os./1 km².